# Таможенная система Великого княжества Литовского
Таможенная система Великого княжества Литовского — совокупность средств и методов государственного регулирования перемещения товаров через границу, экспорт-импорт товаров, а также практическая организация таможенной (мытной) службы на землях ВКЛ (создание мытен, установление тарифов, взимание мытных сборов, борьба с контрабандой и пр.

## Мытный сбор в XIII веке

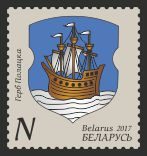
Почтовая марка, посвящённая Полоцку. 2017 год

Торговое право существовало уже в XIII веке, когда основанный немцами в 1201 году в устье Двины с разрешения князя полоцкого стратегический военно-торговый город Рига стал ключевым звеном в торговле восточнославянских государств с Западной Европой. Это привело к заключению торговых договоров между Ригой и славянскими князьями: первым таким договором между Ригой и Полоцком стал договор 1210 года, по которому полоцкий князь Владимир предоставлял купцам широкие права. Договор смоленского князя Мстислава Давыдовича вместе с князьями полоцким и витебским с Ригой и Готским берегом 1229 года, — один из первых письменных источников торгового права в белорусских землях, скрепленный печатями городов Висбю, Любека, Данцига, Мюнхена, Гронингена, Дортмунда, Бремена, Смоленска, Полоцка и Витебска. Его положения регулировали различные аспекты торговых отношений. Подчеркивалось, что торговый путь должен быть «чистым», «без межи», отмечалось, что приезжие купцы могут пользоваться покровительством властей и торговыми привилегиями. «Кожнаму латиненскому чалавекам з усіх вольны путе з Гочкого берага да Смольнеска без мыта». Этот договор послужил основой и для других соглашений.
Ранее в исторической литературе пошлину-мыто (myto) нередко отождествляли с внешнеторговым сбором — цло (theloneum, cło). И польские и украинские словари и энциклопедии дают схожие определения этим понятиям. Цлом называли сбор, взимаемый на границах государства в специальных местах (коморы цельные) чиновниками (мытники, цельники) с товаров экспорта/импорта в пользу великого князя литовского, а мытом — пошлины, служащие компенсацией за эксплуатацию коммуникационных сооружений (мостов, бродов, переездов).
В современном белорусском языке сохранились слова: «мыта», «мытня», «мытніца», «мытнік». С этим понятием связаны названия притока реки Припять — Мытва, сёл в Лидском и Полоцком районах — Мыта, Мытница в Ровенской и Мытница в Тернопольской областях, Мытная площадь во Львове и др. Таможенная служба Республики Беларусь называется Дзяржаўны мытны камітэт.
В то время мытный сбор осуществлялся обычным сбором денег с приезжих. Существовало два вида мытных пошлин: водяное мыто (взимался с лодок) и сухое мыто (пошлина с возов). Порожние суда пошлины не платили. Если кто-либо пытался уклониться от уплаты, то при задержании платил двойной штраф с каждого воза или судна. Мытней правил назначенный княжеский управляющий — тиун (тивун) с помощниками. Торговля по тому времени была достаточно оживлённой. Например, через Полоцк вывозили овчину, пушнину, воск, хмель. Ввозили мечи, топоры, янтарь, изделия из бронзы, серебра, железа.

## Таможенная система в XIV—XV веках

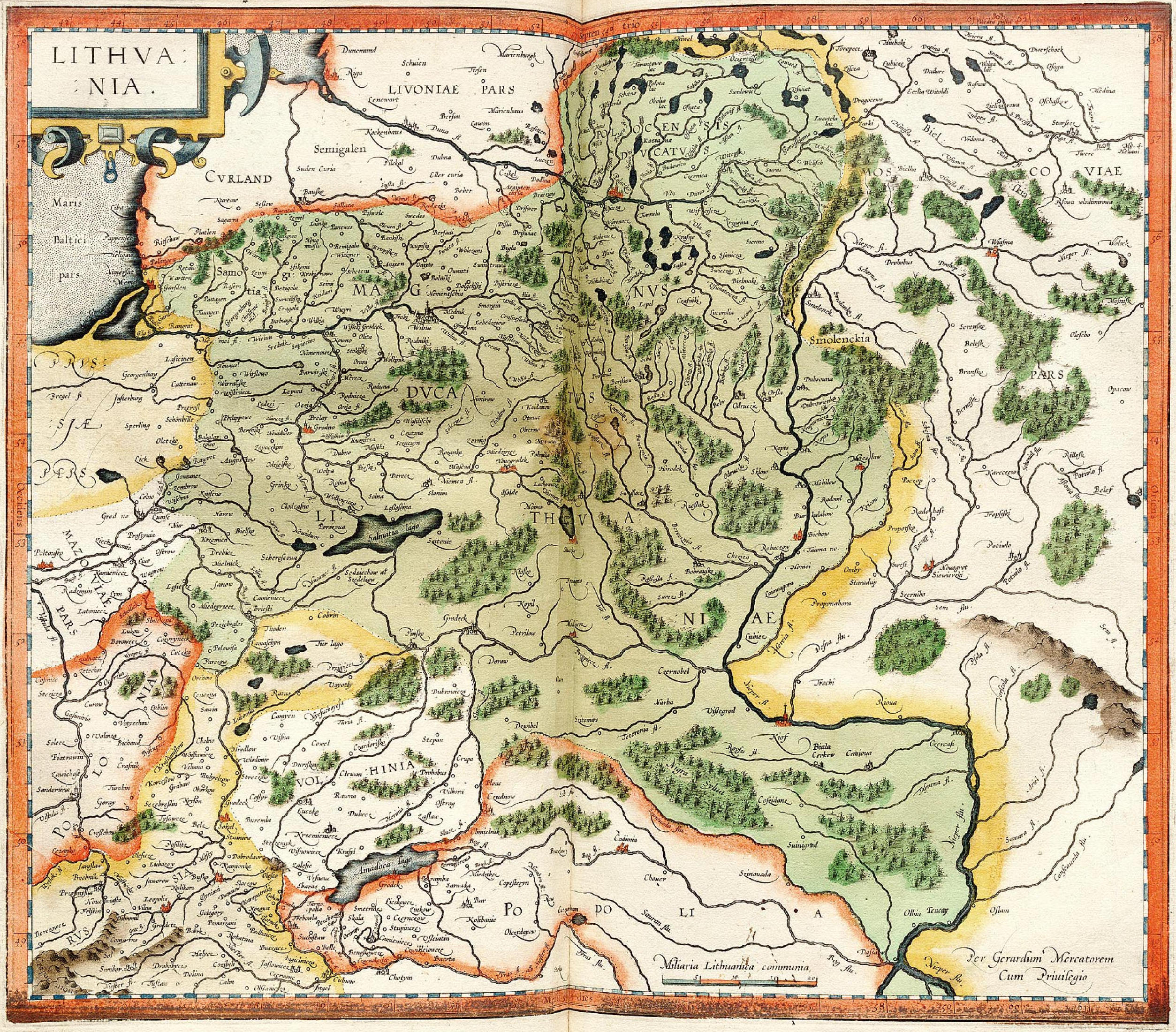
Карта Великого княжества Литовского. Из книги «Atlas sive Cosmographicae Meditationes». Дуйсбург. 1595. Первая карта, показывающая ВКЛ отдельно от других стран Европы

Мыто (цло) в Великом княжестве Литовском — это пошлина, взимаемая казной ВКЛ с местных купцов за ввоз и вывоз товаров за границу, а также с иноземцев за продажу товаров на местных рынках или за провоз по территории государства. С образованием Великого княжества Литовского сбор мыта переходил от удельных князей к великому князю литовскому. Мытные сборы с купцов за перевозки по территории государства, ввоз и вывоз, а также за продажу различных товаров на местных рынках составляли значительную долю казны. Мытную пошлину платили как местные купцы, так и иностранные «гости». И не только деньгами, но и некоторыми товарами (ткани, меха). В «Материалах для географии и статистики России, собранные офицерами Генерального Штаба» (1863 год) говорится: «Около того же времени (речь идет о 1411 годе) в Бресте появились августинские монахи, которым были отданы обширные плацы между Мухавцом и Бугом для постройки, а на их содержание определены доходы с брестского мыта 4 коп широких грошей…». То есть, уже в 1411 году существовала брестская мытня.
Мытная (таможенная) деятельность отражена в документах государств, с которыми торговали купцы ВКЛ, в частности в делах Посольского приказа, в Рижской торговой книге за 1280—1352 годы, в мытных реестрах некоторых польских городов. Сохранились мытные книги Бреста за 1583 и 1605 годы, Витебска — за 1605, Гродно — за 1600, 1605, 1764, Могилёва — за 1612, 1708, Полоцка — за 1616, 1708, Минска — за 1708. Они позволяют судить о развитии ремёсел и торговли в городах ВКЛ, международных торговых путях, связях княжества с Россией, Украиной, Прибалтикой.
Недостатком мытных книг является отсутствие известий о товарах, ввозимых и вывозимых шляхтой и духовенством. Согласно привилею Сигизмунда I, шляхта и духовенство Польши освобождались от пошлин, если товары везли не на продажу, а для собственных нужд. С середины XVI века до 1764 года от платы за вывоз из своих маёнтков товаров (лес, лён, пенька, поташ и др.) шляхта также освобождалась. Только в 1772 году, во время Первого раздела Речи Посполитой, были введены три пошлины, охватывающие все социальные группы Речи Посполитой: шляхетское мыто, купеческое мыто и мыто от соли. В мытных книгах эти пошлины фиксировались отдельно.
Для наиболее экономически развитых регионов власти могли отменить мытные сборы. Великокняжеский привилей (1432) брата Витовта Сигизмунда Кейстутовича гарантировал жителям Вильны право свободной торговли. А Казимир Ягеллончик, предоставляя виленским мещанам право не платить мытных пошлин на всей территории государства, в 1440 году ссылался на вековые обычаи, установленные ещё при Ольгерде.
Несмотря на русско-литовскую войну 1487—1494 гг., купцы не переставали ездить, но жаловались на повышение пошлин, произвольно вводившихся местными властями ВКЛ («смоленский мыт», «промытилися есте менское мыто»). Доходило до того, что купцов «сажали в колодки». За освобождение требовали выкуп. Бывали случаи конфискации товара, в основном это — меха, воск, шубы, оружие и доспехи. Известен случай с московским купцом Ивашкой Перфуровым, ехавшим в 1492 году из Царьграда через ВКЛ и умершим в Крево. Местные власти забрали его товар и не хотели отдавать родственникам. Жалобы дошли до короля. Местные власти оправдывались: чтобы не платить мыта, купцы ездят «новыми дорогами», поэтому их отлавливают и штрафуют (промыт). Со временем промытом стала называться конрабанда, а промытниками — контрабандисты.
Чтобы избежать пошлин, купцы иногда пытались останавливаться у городских жителей. Поэтому в 1567 году Сигизмунд ІІ Август приказал всем мещанам ВКЛ под угрозой штрафа в 500 коп грошей не впускать приезжих купцов, кои «товары свои развязываючи, зъ возовъ выкладывают и втаивают».

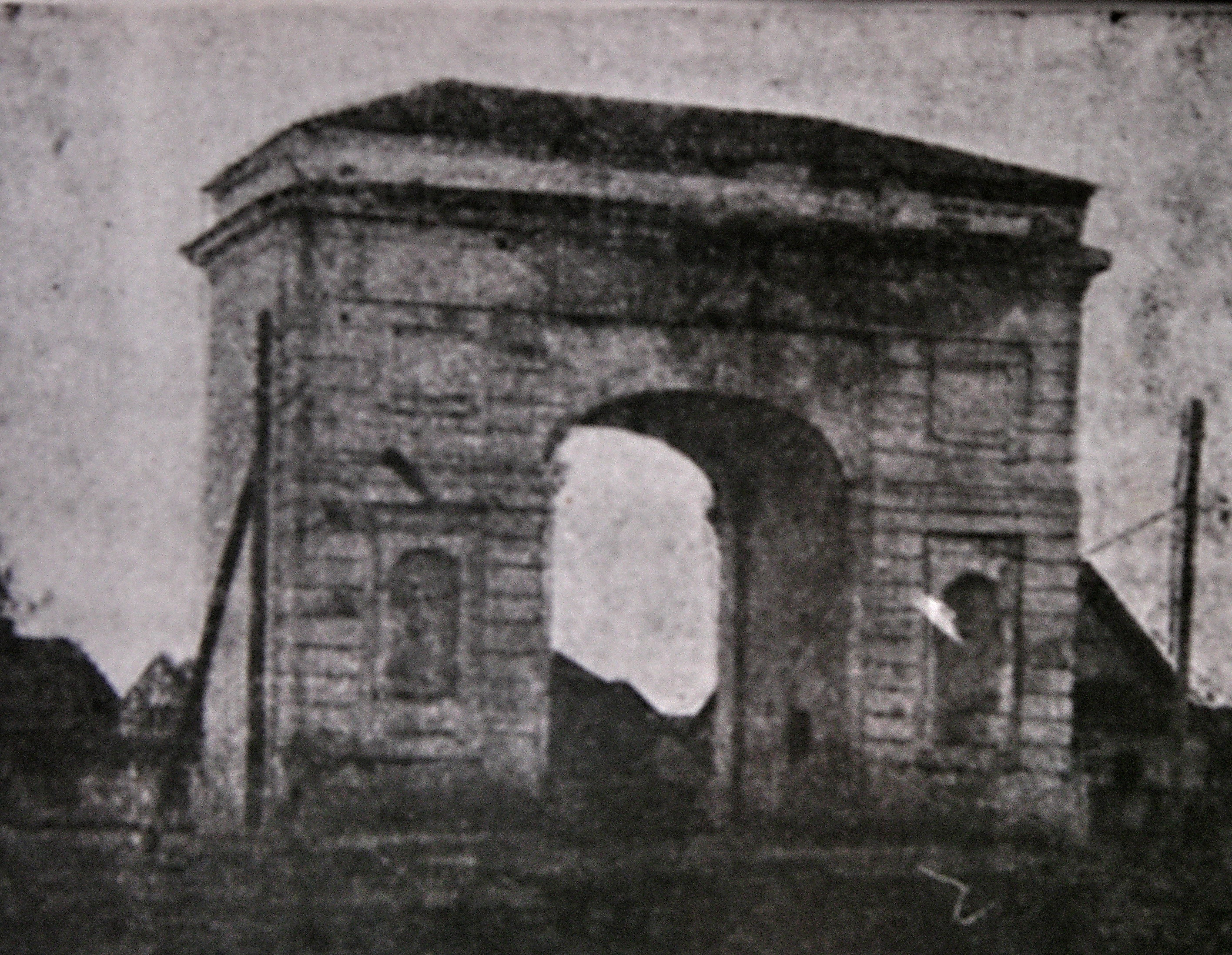
Черниговская брама в Могилёве

Многие города ВКЛ имели так называемое «право склада», в соответствии с которым иноземные купцы, которые не смогли по каким-то причинам продать свои товары в конкретном городе, могли везти их дальше только после определённого привилеем срока хранения, — до шести месяцев. Нарушение наказывалось изыманием товара. Такое право складирования было даровано Гродно, Бресту, Витебску, Полоцку и некоторым другим городам (в первую очередь речь идёт о приграничных городах). В привилее Могилёву склады назывались «коморами для складанья речей и товаров». Суть права заключалось в том, что иноземные купцы оставляли свои товары на складах, а дальнейшее передвижение товаров по территории ВКЛ проводилось местными купцами, которые как бы выступали посредниками между иноземными купцами и покупателем-адресатом. Например, это прописано в привилеях 1498 и 1580 года: «…вольно будет товарами и куплями всякими яко въ Полоцку, такъ и во всемъ панстве нашомъ… купчити и торговати никоторого мыта торгового не платячи».

## Таможенная система в XVI веке

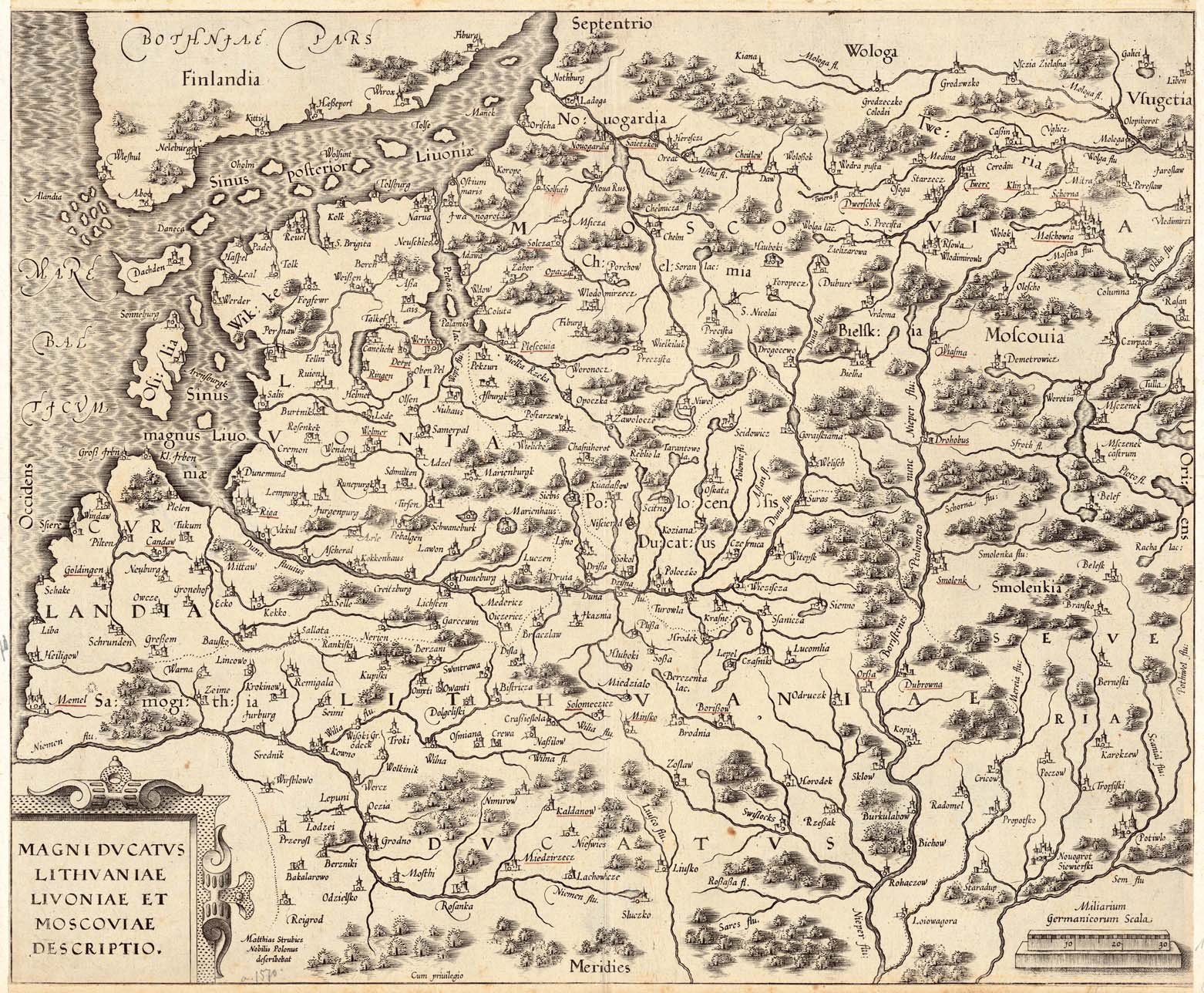
Великое княжество Литовское в 1586 году

Если в конце XV века в ВКЛ насчитывалось 83 города, то уже в конце XVI было 530, а без отошедших к Польше украинских и подляшских земель — 380. Наиболее крупные города этого периода — Брест, Витебск, Гродно, Минск, Новогрудок, Полоцк. В XV веке торгово-ремесленными центрами становились и поселения, ранее бывшие крепостями (Лида, Орша и др.
В XVI веке развивающееся ремесленное производство способствовало росту товарооборота. Через ВКЛ проходили торговые пути из Польши, ганзейских городов, Крыма и т. д. Внешняя торговля велась купцами и богатой шляхтой, которая из своих имений отправляла товары к балтийским портам и далее в страны Западной Европы. Торговые пути проходили через Верхнее Поднепровье (включая Борисов, Оршу, Мстиславль, Бобруйск, Речицу). Ряд торговых путей шёл с Востока на Запад через Путивль, Смоленск, Полоцк. Для удобства ведения торговли во многих городах ВКЛ располагались специальные дворы, где жили иностранные купцы: русские, немцы, поляки и др.
При великом князе Александре Ягеллончике в 1492—1506 годах созданы мытные округа (мыты). В XVI веке их было 11: волынский с главными коморами в Луцке и Владимире-Волынском, виленский с коморами в Вильне и Минске, витебский, дисненский, киевский, ковенский, могилёвский, новогрудский, подляшский с коморами в Бресте и Бельске, полоцкий и смоленский мыты. Центрами были крупные региональные мытни — главные мытные коморы, которых иногда насчитывалось несколько. Им подчинялись мытные коморы и их подразделения — прикоморки. В местечках и сёлах находились посты мытной стражи. Коморы и прикоморки были в Ошмянах, Бобруйске, Березине, Витебске, Кричеве, Мозыре, Новогрудке, Радошковичах, Речице, Вышгороде, Житомире, Виннице, Дубно и др. С 1643 года коморы работают в Баре, Галиче, Лоеве, Нежине, Чернигове, Чернобыле.

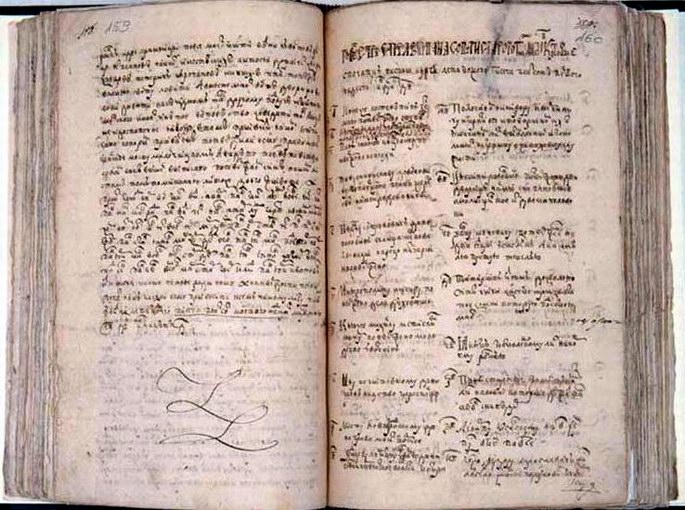
Литовская метрика 1511—1518 гг.

Сбор с соли и воска с начала XVI века происходил в особых местах — соляных и восковых коморах. Коморы находились только в великокняжеских городах, а прикоморки в частновладельческих маёнтках. В Уставной грамоте великого князя Сигизмунда Киевской земле от 8 декабря 1507 года говорится: «…А мыта новые так уставляем: где бы здавна не бывали за предков наших, за великого князя Витовта и за Жикгимонта и перво сего за отца нашого и за брата нашого короля его милости, тут и теперь не потреб воеводам нашим мыт новых уставляти, нижли старые звечные мыта мають браны по давному: бо мы старины не рушаем, а новины не вводим, хочем все по тому мети, как будеть было за великого князя Витовта и за Жикгимонта».
Первые документально подтвержденные сведения о мыте городенском относятся к 1480-м годам. В июле 1486 года великий князь Казимир извещал наместника городенского об отдаче на откуп мостового городенского мыта и требовал следить чтобы перевоз товара оcуществлялся только по этому мосту. Мост находился под откосом Нижнего замка (Окольного города). Сохранилась гродненская мытная книга за 1600 год, — «Реестр мыта старого коморы мытной за производством Стефана Ильковича» на 123 листах в кожаном переплёте. «Якуб Протосевич заявил железо 18, дал мыто 215 грошей… Илья Шмойлович, еврей гродненский, заявил в Вильно мед 10, дал мыто 1 коп…. Аврам, еврей гродненский направил в Ковно на двух возах мыло, мыто 5 грошей… Ян Пшевобский привез в Гродно три воза железа, мыто 30 грошей…».
С начала XVI века соль и воск подвергаются особому налогооблажению, за их провоз платят восковничее и соляничее. Соляные и восковые коморы размещали по тому же принципу, что и мытные, чтоб охватить, по возможности, всю сеть торговых путей. С 1520-х годов они сдаются в аренду. Соляными коморами назывались не только мытни, но и склады соли, предназначенные для торгового оборота.
Для того, чтобы торговцы не обошли мытни по малым рекам, пошлину с купцов, которые шли или возвращались из Риги, собирали на Двине и в местечках: Друе, Сарье и Дисне. В XVI веке Друя была главным прикоморком для товара, ввозимого в ВКЛ. Например, в 1552 году там бралась пошлина с каждого струга деньгами (4 гроша с бочки селедцов «на короля», 10 грошей со струга «на воеводу полоцкого») или натурой, — по два селедца «на воеводу полоцкого», или частью товара: солью, шкурами, кружков воска и пр. С вхождением Инфлянтов в состав Речи Посполитой и отстроившимся Динабургом, последний в 1682 году перехватил статус главного мытного пункта на выходе из Ливонии в ВКЛ.
В ВКЛ имелось большое число разновидностей мыта, перешедших из раннего средневековья: старое-звыклое, новоповышенное, скопное (за шкуры), померное (за обмер товара), важчее, возовое, мостовое, восковничее, соляное, рыбное, перевозное, дорожное, болотное, оргишовое (караванное), бонарт (пограничное), гребельное; разные местные — новогородское, минское, берестейское, городенское, бельское и др. Управлялись мытные округа двумя способами: 1) заведование мытными сборами через доверенных лиц, получавших за службу фиксированную плату, то есть «к верной руце»; 2) аренда мытных сборов на определённых условиях. Наиболее распространённой была отдача мытных сборов на откуп. Такая система существовала и до образования округов. Например, в 1449 году жалует «Казимир, Божю милостью король польский, великий князь литовский, русский и жамойтский и иных… Берестейское мыто Бенку Шаневичу вечно, на каждый год по триста коп грошей. А коли мыто полепшиться, ему повышати; а под ним никому не подкупати». То есть, арендатор выплачивал в казну определённую сумму, остальное оставлял себе. В 1487 году Казимир IV извещал своего берестейского наместника об отдаче на откуп мытен: «Продали есьмо мыто Берестейское и Дорогиченское и Бельское и Гродненское на три годы за три тысячи коп грошей и за триста коп грошей, на год по тысяче коп и по сту коп». В начале XVI века берестейский сбор вырос до 1100 коп грошей в год.

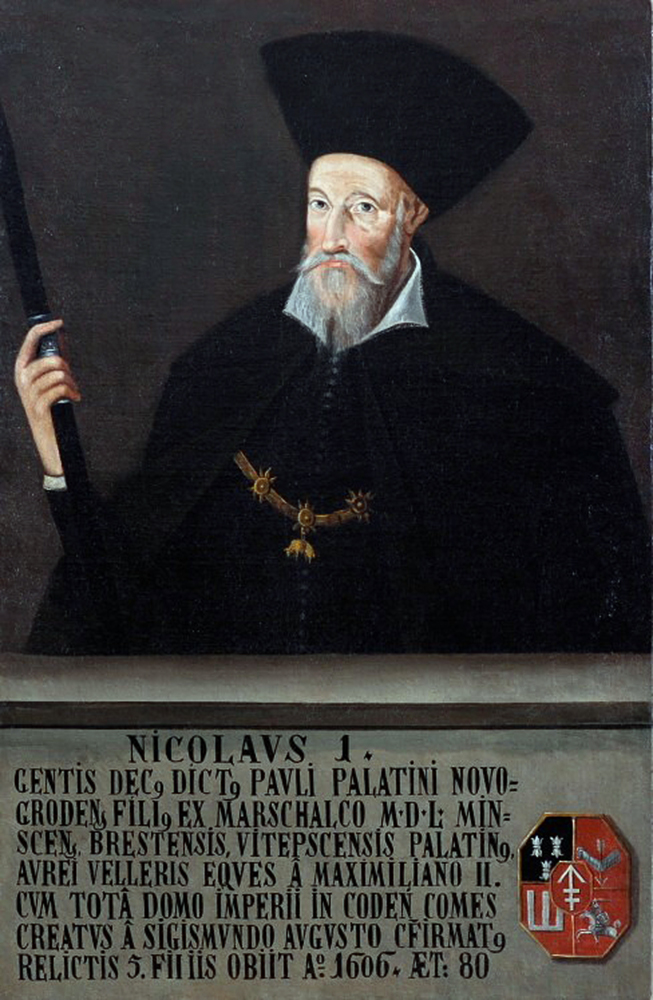
Николай Сапега (1709)

В 1556—1559 гг. арендная плата могилёвской коморы с прикоморками составляла тысячу коп грошей литовских в год, сверх того мехами на 40 коп грошей литовских. В 1583 году она возросла до двух тысяч коп грошей. Арендаторами могилёвской коморы в конце XVI—первой половине XVII века были слуцкие князья, минский воевода Николай Сапега, виленский купец Севастьян Михнович. В 1579 году могилёвскую «камору» арендовал брестский ростовщик Айзик Якубович, в 1643 — оршанский Исай Нахимович. Могилёвская комора сдавалась вместе с корчмами, воскобойней, весовым и другими торговыми сборами, взимавшимися в городе.

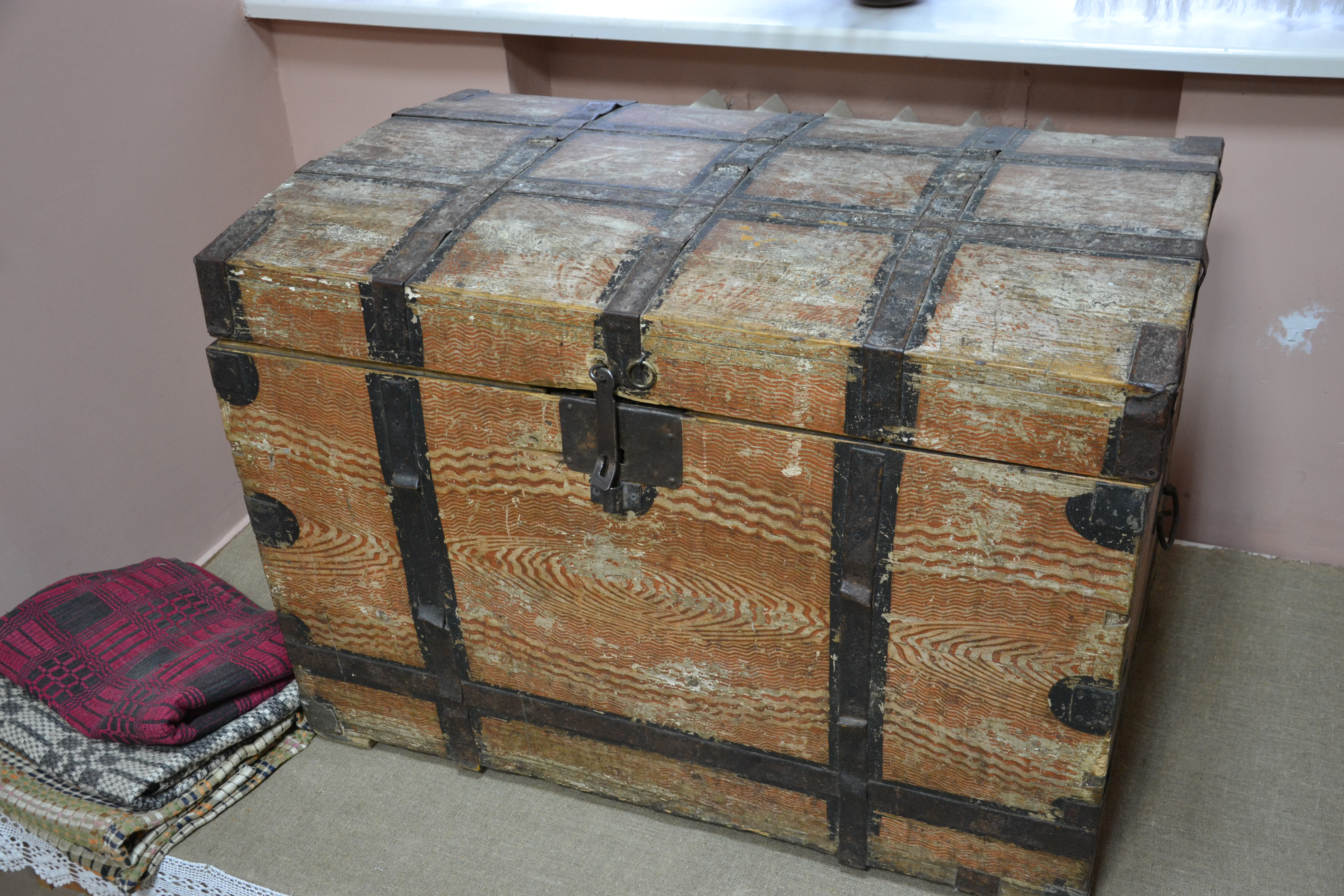
Мытная скрыня в Лидском краеведческом музее

Мытники-откупщики обычно управляли головной коморой. В каждой мытне состояли в штате особые справцы (поборцы) и писари мытные, назначаемые самими мытниками. Непосредственно осматривали товар и собирали пошлины — делали «побор» особые слуги — «справцы поборовые». В каморе было не менее 10 человек. В каждой мытне имелась печать — «сигнет». С XV века в каждой каморе и прикаморке имелась «мытная скрынка» — сундук для собранных денег. Ежегодно великому князю подавался отчёт — «личба». Стандартная процедура тогдашнего мытного оформления (шацунка) выглядела так. Купец с товаром являлся в мытную комору, или после направленного им обращения к нему приходили на гостиный двор поборцы. Они «шацавали» (осматривали) товар и «давали цехи» (ставили печати). После упраты мыта купец получал квитанцию об оплате, которую должен был предъявлять на каждой мытне.
Государственный внешнеторговый сбор — головное, взимали не только на приграничных мытнях, но и находящихся внутри княжества. Например, иноземные купцы, везущие товары в Литву на возах или комягах через луцкую таможню, оплачивали цло не в Луцке, а в Городке или Пинске.
Среди проездных пошлин выделяют мостовое, гребельное, перевозное. Их собирали в зависимости от количества транспортных средств и запряженных в них коней или скота. В 1554 года шляхта просила великого князя освободить её от уплаты мостового и гребельного при транспортировке лесных товаров и зерна, на что князь согласился. Процедура верификации принадлежности товара на мытне была такой: кормник или порученец присягал на словах, что товар сделан на продажу в хозяйстве или приобретён для личной потребы того или иного знатного человека, или показывал письменное свидетельство прежней выплаты пошлины.
В 1442 году великий князь Казимир Ягеллончик умер, оставив сыну Александру долги, — в основном, еврейские. В 1495 году вышел указ, по которому евреи из Великого княжества Литовского изгонялись. Но вскоре понадобились деньги для войны с Москвой, и евреям позволили вернуться. Сигизмунд I в 1507 и 1514 подтвердил привилегии евреев. Часто евреи объединялись в группы по 3-7 человек и арендовали мытни на 2-3 года. Например, в 1486 году киевские и трокскис евреи получили в аренду киевские, вышгородские и житомирские мыта на три года, а также мыта и корчмы путивльские. В 1494 году брестские евреи арендовали берестейское, дорогицкое, городенское и бельское мытни на три года.
Из 86 грамот на аренду мытных сборов по всей территории ВКЛ с конца XV до 1569 года 31 договор был заключён с христианами, 55 — с евреями. Великие князья охотно отдавали мыто евреям, которые, благодаря своим капиталам, вносили некоторую сумму денег вперёд. Выступления в сеймах шляхты и зажиточного мещанства кончились удалением евреев с мытен и перемещением представителей еврейских финансивых кругов в 1530—1540-х годах на Подолье и в Галицию, а с 1569 года — на Волынь, Киевщину и Брацлавщину. Евреям аренда мытен была запрещена. Снова евреи выступают как арендаторы лишь в 1560-х гг.
Абрахам Езофович арендовал несколько крупных коморен, и настолько преуспел в сборе пошлин, став основным великокняжеским кредитором, что Сигизмунд I в 1507 году пожаловал ему смоленское староство и шляхецкий титул с гербом Лелива. В благодарность Езофович подарил королевскому монетному двору тысячу гривен серебром. В конце 1509 году король назначил его подскарбием земским, то есть практически министром финансов. Благодаря разделению великокняжеских и личных доходов великого князя, замене натуральных платежей денежными, передачи судебных доходов в ведение великого князя, упорядочению монетного дела, замене системы откупов системой управления через доверенных лиц, — Езофович значительно увеличил доходы. В течение 1520-х гг. он вместе с товарищами арендовали мытни почти по всей территории ВКЛ, кроме ковенского и виленского округов, — мыто городенского округа в 1523, 1529, 1531 годах; в Минске — 1525 и 1532 годы; в Полоцке — 1530, 1531 годы; на Волыни −1531 год. После его смерти дело брата продолжил Михель Езофович, которому король тоже пожаловал шляхетство. Причём, Михель от иудейской веры не отрёкся, и был вдобавок старшиной (обер-раввином) всех евреев Великого княжества Литовского. По мотивам истории семьи Езофовичей написан роман Элизы Ожешко «Меир Эзофович», а польская киностудия Sfinks поставила по нему в 1911 году художественный фильм.

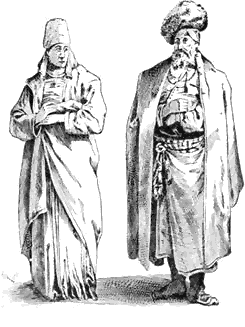
Евреи ВКЛ. 1765

«Привилегированное» положение евреев-мытников по сравнению с таможенниками других национальностей обусловливалось не этническим происхождением, а важностью занимаемой ими должности. Таможенные привилеи по вопросам аренды евреям-мытникам свидетельствуют, что последние имели такой же юридический статус, что и мытники других национальностей; в частности, судебный иммунитет перед местными властями, и подлежали суду только великого князя (с 1550-х гг. и подскарбия земского). То есть все мытники, независимо от их этнического происхождения, были особой категорией государственных служащих, которые в силу важности своей должности не подлежали юрисдикции местных властей, а только верховной.
При Сигизмунде I (1506—1548) был введен дополнительный сбор для вывозимых за границу воска, мёда, рыбы, шкур, лошадей.
Правовое регулирование таможенного дела нашло отражение в Статутах Великого княжества Литовского — своде законов феодального права, действовавшего в XVI веке. Статут Великого княжества Литовского 1529 года имеет только одну «мытную» статью, — «Хто бы новые мыта уставлял». «Тэж приказуем, абы жадин чоловек в панстве нашом Великом князьстве Литовском не смел новых мыт вымышляти Ани вставляти ни на дорогах, ани на местех, ани на мостех, и на греблех, и на водах, ани на торгох в именях своих, кром которые были з стародавна вставлены, а мели бы на то листы продков наших великих князей або наши….».

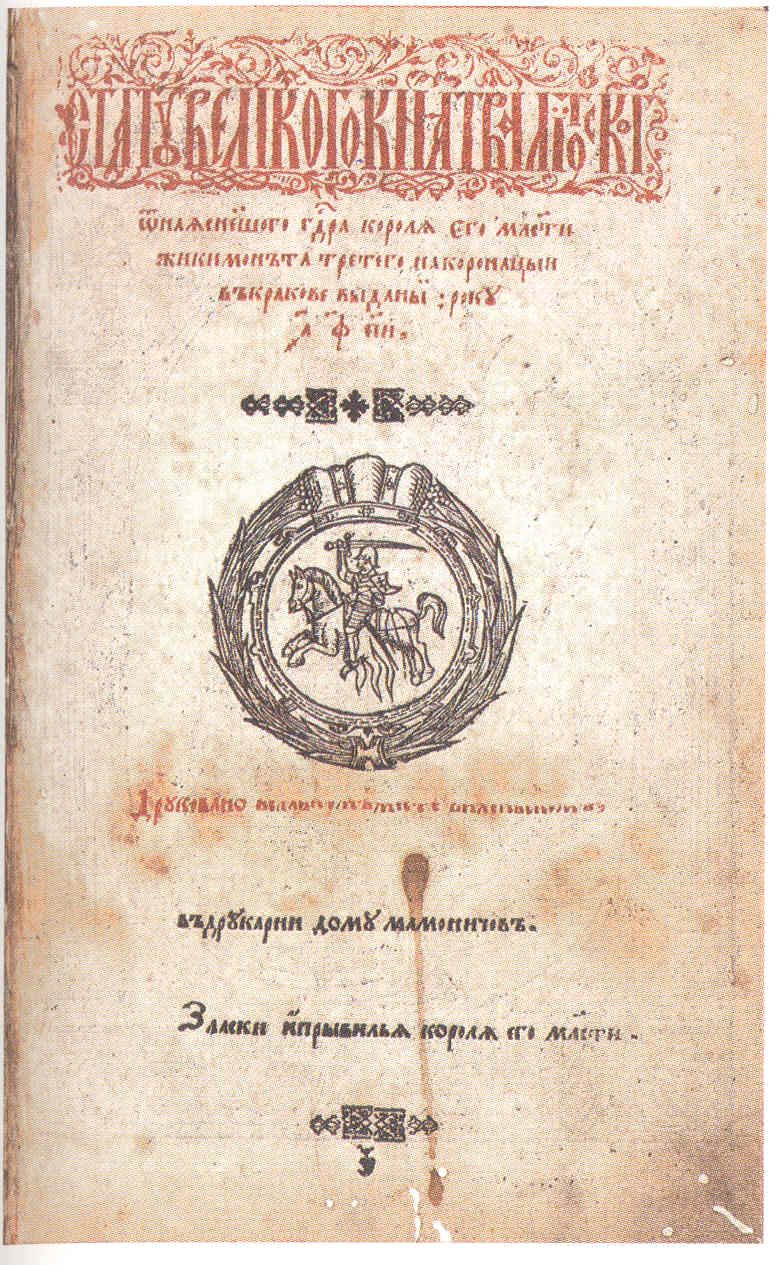
Титульный лист Статута ВКЛ 1588

Более основательно таможенное дело рассмотрено в Статуте Великого княжества Литовского 1588 года. Раздел Первый «О персоне нашой господарской», статья «О мандатех, в которых речах маюць быть с канцелярии нашой даваны», статья 29 «О мытах новых, и о вольности засаженья местечок, и о будованью мостов або гробель в именьях шляхетских», перешедшая из Статута 1529 года и запрещавшая установление новых мыт. В статье 30 «О небрании мыта от шляхты и подвод их» закреплялось освобождение шляхты от уплаты таможенных пошлин. По сравнению со Статутом 1566 года здесь приведен текст присяги, провозящего товары со своего имения шляхтича. В статье 31 «О прочищенью рек портовых» указывается о праве сбора «портового» мыта. В Разделе Третьем «О волностях шляхетских и о розмноженью Великого Князтва Литовского» в статье 48 «О вывоженье приправ военных и вского железа до земли неприятельское» запрещался провоз во вражеские земли оружие и военное имущество. Это наказывалось смертной казнью и конфискацией товара и всего имущества в казну. В разделе Четвёртом «О судьях и о судех» в статье 42 «Роки завитые в которых речах маюць быти складаны у суду земского» устанавливались сроки рассмотрения мытных правонарушений. В разделе Седьмом «О записех и продажах» в статье 8 «О записех людей простых волных похожих и на аренды данных» устанавливался порядок аренды мыта.
Со второй половины 1530-х и до конца 1540-х годов великокняжескими мытнями управляла Бона Сфорца, жена короля Сигизмунда I, мать Сигизмунда II Августа. Во время её правления доходы, получаемые на границе, увеличились в три раза. Она отдала управление мытнями государственным чиновникам, — справцам, права и обязанности которых регламентировались. Таким образом, мытни и сбор пошлин перешли от арендаторов к доверительному управлению. Польский историк В. Поцеха считает, что Бона Сфорца имела намерение централизировать и унифицировать таможенную администрацию ВКЛ, избавиться от арендаторов-евреев. Созданная Боной Сфорца таможенная система продержалась до 1548 года, затем после её отъезда из Великого княжества Литовского всё вернулось назад на десятилетия, — передача мыта в аренду была возобновлена. Опять мытные коморы брали в аренду евреи, при арендной системе подскарбий земский не касался внутренней жизни мытен. Впоследствии, в 1922 году, именем Боны Сфорцы была названа центральная площадь местечка Мотоль.

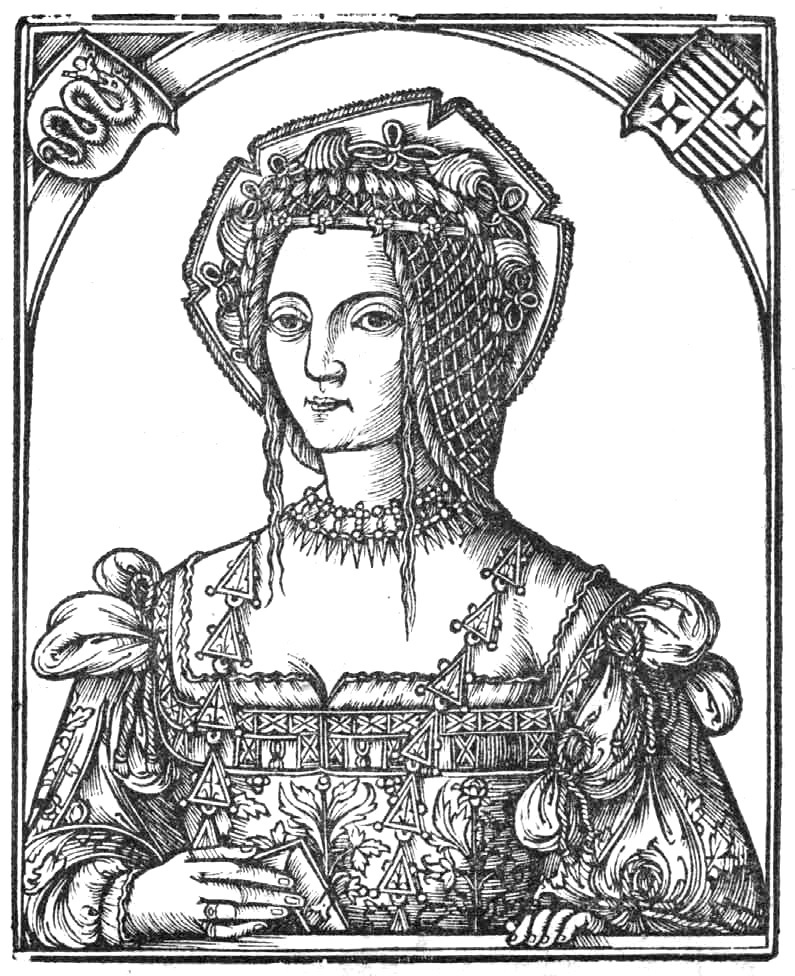
Бона Сфорца в 1517 году

В марте 1569 года в мытной службе произошли изменения, это было вызвано возвращением Подляшья и Волыни к Польской короне с последующим подписанием в июле 1569 года Люблинской унии и образованием Речи Посполитой. В результате объединения была упразднена таможенная граница, но вскоре восстановлена до 1765 года. Система мытен ВКЛ и порядок управления ими сохраняли автономию до 1760-х годов.
Статут 1588 года довольно детально регулировал таможенную систему. В то время все города ВКЛ имели таможенные учреждения. Наиболее активно работали берестейская, виленская, городенская, ковенская, могилёвская и полоцкая коморы и прикоморки. Только за 1605 год через Берестье проехали 573 купца из 370 городов. Развивалось таможенная служба и в частновладельческих городах. Например, с XVI века владелец Слуцка мытные сборы отдавал в аренду.

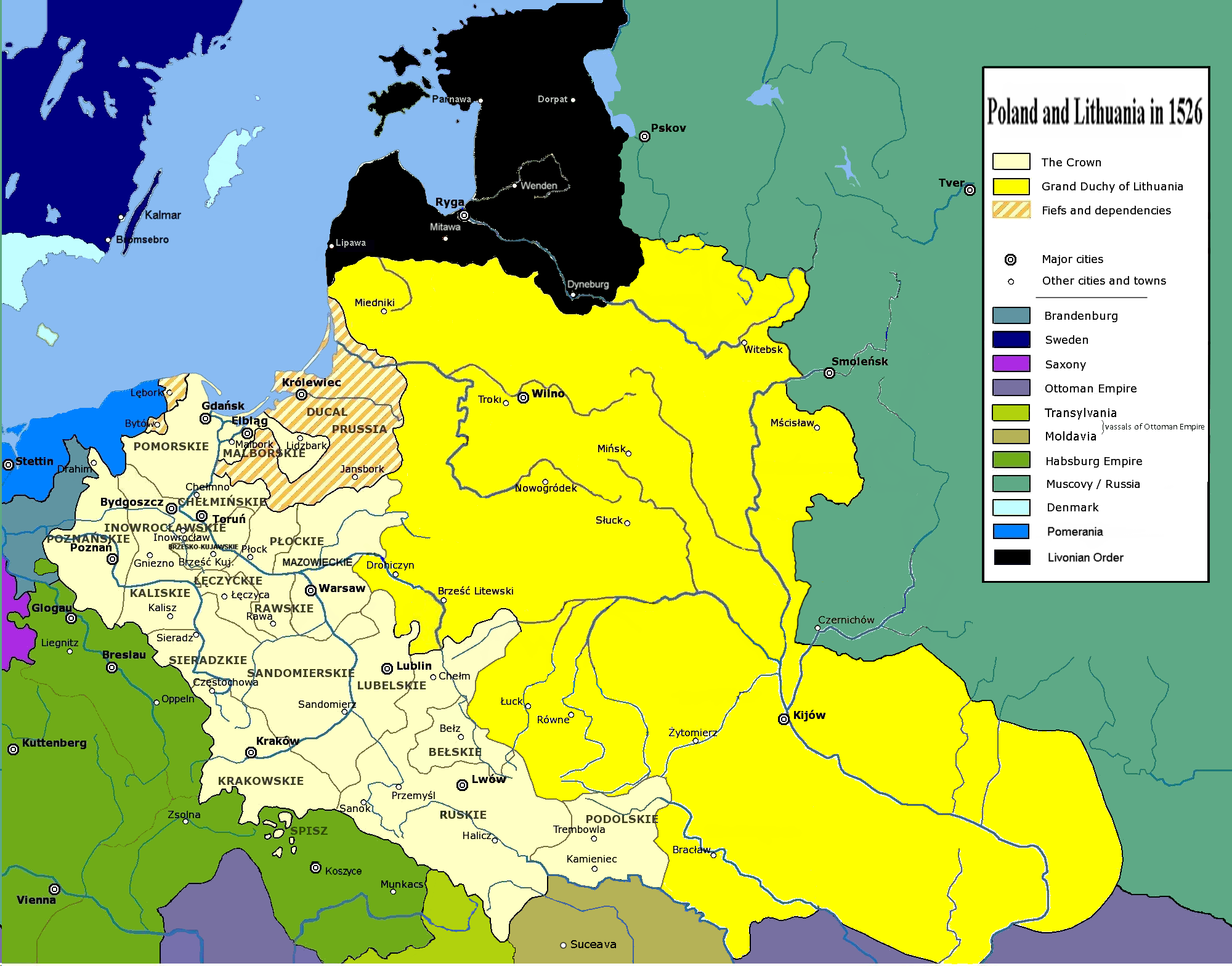
Польша и Литва в 1526, перед Люблинской унией.

В 1558 году началась Ливонская война, которая потребовала дополнительных расходов, поэтому великий князь повышает тарифную ставку мыта на вывозимые за границу товары. Возникло новое или «новоповышенное» мыто, декретированное сеймом 1561 года. Мытный сбор 1566 года был сдан в аренду гетману литовскому и администратору Ливонии Яну Ходкевичу и бывшему подскарбию земскому подканцлеру литовскому Остафию Воловичу на год за 52 000 коп грошей. В июне 1567 года король заключает с ними новый договор аренды на «поборы старые и новые» на территории ВКЛ (кроме полоцкого мыта) на один год за 42 000. Было указано, что от «залежалых» товаров собрали нового мыта на сумму 10 000 коп грошей.

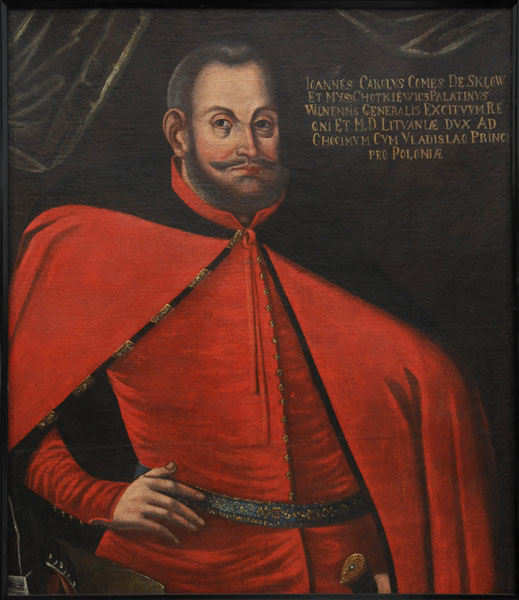
Ян Кароль Ходкевич

В целом же для периода середины XVI века характерно неоднократное повышение таможенных пошлин. Причём это касалось преимущественно вывозимых товаров, а не импорта. При вывозе предполагалось получить деньги с купца, а во ввозе иностранных товаров была заинтересована шляхта. В результате пошлина на некоторые лесные товары превышала их стоимость. Пошлина на вывоз хлеба или скота колебалась от 20 до 50 %. Таким образом шляхта, имевшая таможенные привилегии, избавлялось от конкуренции купечества при вывозе товаров.
В 1576 году сейм постановил, что без согласия великого князя ВКЛ король Речи Посполитой не может устанавливать пошлин, а в 1586 году принял решение не передавать королю половину таможенных сборов в ВКЛ.

## Таможенная система в XVII веке

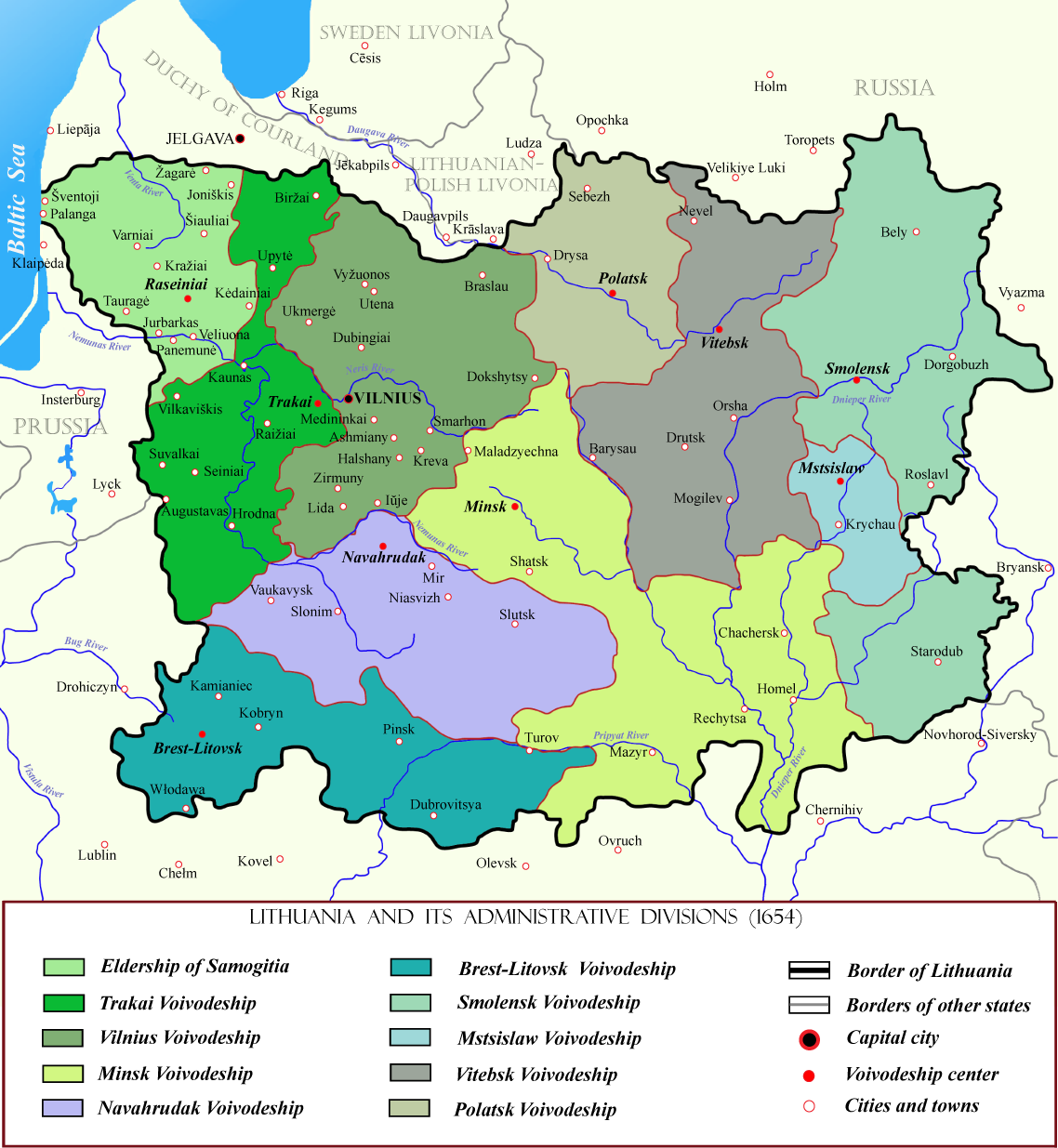
Административное деление Великого княжества Литовского на 1654 год

Согласно мытным книгам первой половины XVII века, из всего купечества, занимавшегося зарубежной торговлей, литвинов было 80—85 % (им принадлежало до 90 % перевезённых товаров), евреев 9—10 %, поляков, русских, шотов (видимо, шотландцев), немцев (преимущественно из Вильно) 4—6 %. В первой половине XVII века в ВКЛ насчитывалось около 414 так называемых «городов» и местечек, в том числе 40 городов с количеством населения более 5 тысяч жителей. Города делились на вольные (коронные) и частнособственнические (частные). Многие из них, особенно крупные торговые, имели мытни. После создания Речи Посполитой, в ВКЛ мыто и различные сборы назначались только на вальных сеймах. Иностранные купцы платили 4 % от стоимости товара, а купцы Речи Посполитой — 2 %. Шляхтичи нередко ввозили соль, мед, хлеб, рыбу для продажи, заявляя их как товары для собственного потребления. За это пошлина не взмалась. Король Сигизмунд Ваза в 1632 году издал универсал, которым обязал всех ввозящих товары для продажи платить мыто, а вывозящих не собственное, купленное зерно платить цло (мыто, взимавшееся на границе). О цели ввоза товара в первом случае и его происхождении во втором собственник должен был принести присягу.
В 1643 году в Польше введено новое импортное мыто — «индукта», 4 % от стоимости ввозимого товара. Половина этого мыта шла в королевскую казну, вторая половина в государственную. Подобные пошлины вскоре были введены и в ВКЛ. В 1696 году в Речи Посполитой принято постановление о запрете в Великом княжестве Литовском писать государственные документы на белорусском языке, что привело к замене старой терминологии на новую, польскую, и теперь мыто называлось цло, а мытня — цельней.

## Таможенная система в XVIII веке

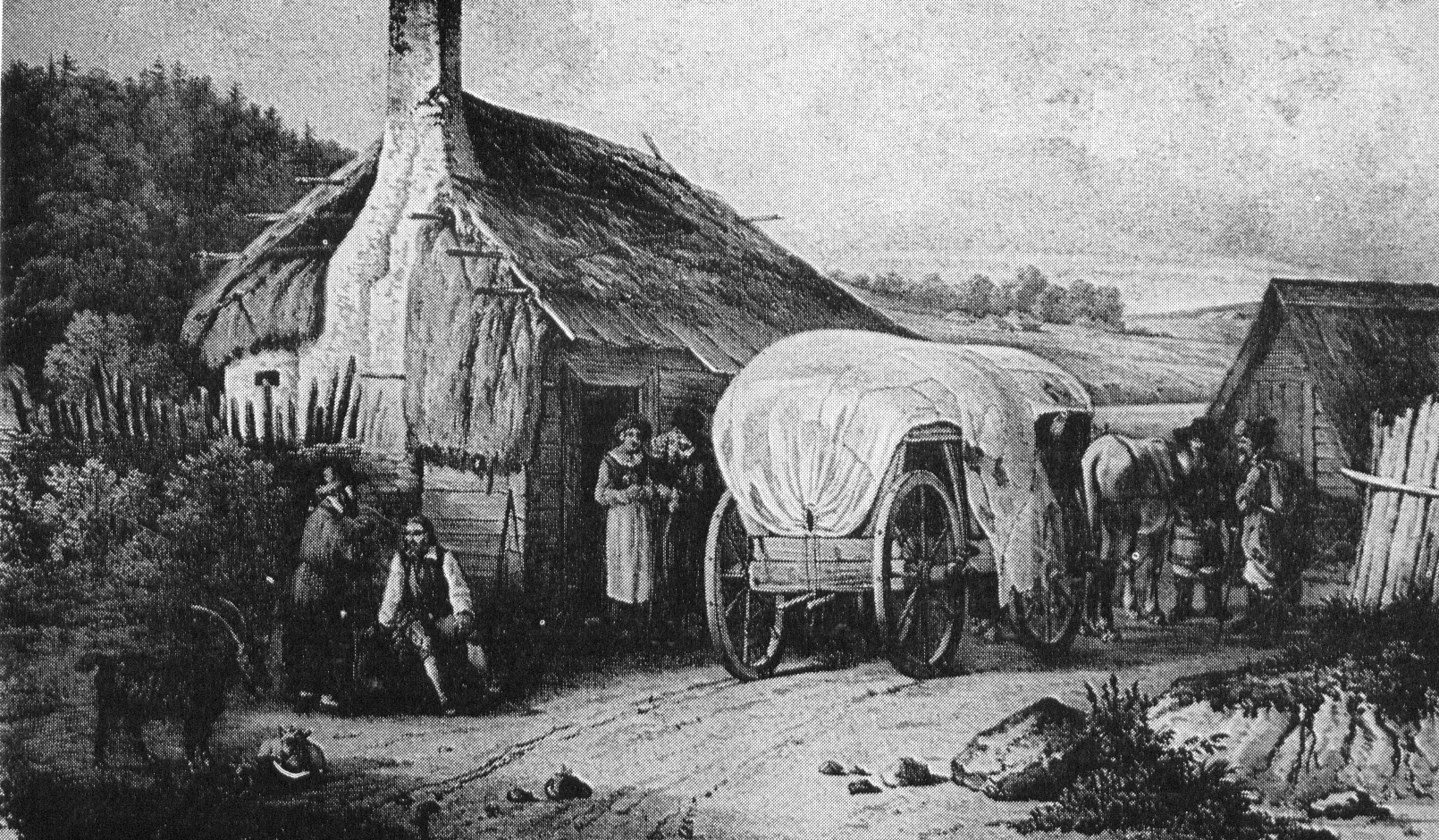
Константин Кукевич. Еврейские контрабандисты в окрестностях Выльны

Для увеличения поступлений в казну необходимо было усилить контроль государства над всеми возможными источниками доходов, среди которых важное место занимали доходы от мытных пошлин. В связи с этим одной из приоритетных задач стало создание мытной службы ВКЛ как неотъемлемого института в системе государственной исполнительной власти. Решением Конвокационного сейма 1764 года для улучшения руководства финансами, увеличения государственных доходов, была создана Скарбовая комиссия ВКЛ (Komisja Skarbowa Wielkiego Księstwa Litewskiego), подчинявшаяся сейму и действовавшая через бюро из 12 человек служащих. Председательствовали в ней по очереди великий подскарбий литовский и надворный подскарбий литовский. В комиссию входили ещё два сенатора и семь комиссаров — шляхтичей, выбираемых на сейме. За свою службу они получали денежное жалование из казны и не должны были принимать никакого другого вознаграждения.
Сфера деятельности Скарбовой комиссии была достаточно широкой: контроль за финансами, сбор пошлин, осуществление судебных функций по финансовым делам, назначение и увольнение государственных служащих (официалистов), контроль за торговлей и в целом за экономикой княжества. Скарбовой комиссией в 1765 году был выпущен ряд универсалов, на основе которых реогранизовывалась таможенная служба: «О коморах и мыте», «О генеральной пошлине и коморе», «О создании прикоморок», «Для всех суперинтендантов и людей купеческого состояния».
Ликвидировались все частные мытные пункты и пошлины (мыто), упразднялось право аренды и вводилась так называемая генеральная мыта, — пошлина, которую, в соответствии со специальной инструкцией, должны были платить все, «начиная от короля до последнего жителя и купца»: 8 % от стоимости товара для отечественных купцов и 12 % для чужеземных. Одновременно были отменены внутренние пошлины за провоз товара. От уплаты новой пошлины освобождались только шляхетские товары, которые перевозились из одного владения в другое или на торг, а также товары, ввозимые из-за границы для собственных нужд. Для повсеместного и точного взимания генеральной пошлины возникла необходимость создания разветвленной системы таможенных пунктов, значительного увеличения числа служащих и рациональной организации их работы. В соответствии с обозначенной структурой была четко очерчена должностная иерархия должностных лиц таможенных органов. Во главе репартиций стояли контррегистраторы, назначенные Скарбовой комиссией ВКЛ. В их обязанности входило общее руководство своим мытным округом и выполнение контрольных функций. Они несли личную ответственность за получение прибыли с курируемой ими репартиции. В свою очередь контррегистраторы имели право предлагать на утверждение Скарбовой комиссии заведующих мытных комор — суперинтендантов, а также мытных писарей. Суперинтенданты непосредственно отвечали за порядок в коморах и закреплённых за ними прикоморках и стражах, за осмотр купцов, за правильное ведение мытных книг и т. п. В их непосредственном подчинении находились и другие должностные лица — писари, оберстражники, пешие и конные стражники. Мытный осмотр проводился непосредственно в коморах и подкоморках, там же выписывались мытные квитанции. Стражники должны были следить, чтобы купцы не объезжали коморы тайными путями, проверять наличие мытных квитанций и при их отсутствии направлять купцов в ближайшую комору или прикоморок. В 1767 году в структуре мытной службы ВКЛР появляются помещения оберстражи, где оберстражники проводили досмотр купцов с небольшим количеством товара, не более чем на 50 польских злотых. На этапе первоначального формирования государственной мытной службы ВКЛ не существовало единого документа, описывающего права и обязанности должностных лиц. Роль должностной инструкции выполняли специальные документы под названием «Инструмент», выдаваемые Скарбной комиссией конкретным лицам, назначаемым на должность. Эти «Пункты» уточняли обязанности заведующего коморой применительно к местности. Например, в целях сокращения контрабанды требовалось проанализировать рациональность расстановки семи стражников и четырёх караулов, входивших в состав гродненской мытни, и представить выводы на рассмотрение Скарбной комиссии. Суперинтендант должен был жить в головной коморе, каждую неделю получать отчёты из комор, анализировать содержащиеся в них сведения, и ежемесячно составлять таблицу с указанием суммы дохода и вида монет. Раз в месяц он был обязан обходить коморы. Кроме того, в «Пунктах» определялся порядок досмотра, правила сопровождения купцов, следующих транзитом. Более подробно основные обязанности различных категорий мытных служащих содержались в тексте присяги, которую они должны были принести перед комиссарами Скарбной комиссии при вступлении в должность. В январе 1768 года утверждён «Мытный статут». В нём подробно описывались не только обязанности должностных лиц, но и тип мытных домов с перечнем всего необходимого оборудования и мебели (столы и навесы для осмотра, весы, прессы, различные инструменты для проверки товаров, печати и т. п.). Впервые отдельно выделен специальный пункт под названием «Субардинация мытных официалистов», устанавливающий вертикальный вектор подчиненности должностных лиц мытных органов (сверху вниз): контрконтррегистрант—суперинтендант—писарь—оберстражник—стражник. За свою работу служащие мытен получали жалованье, выплачиваемое ежемесячно, его величина зависела не только от должности, но и от пропускной способности таможенных пунктов. Специального образования для получения должности в мытне не требовалось, однако для ведения бухгалтерского учёта, правильного оформления накладных таможенные служащие должны были уметь читать, писать и производить расчёты.
В 1765 году таможенная граница между Короной и ВКЛ была упразднена и соответственно часть мытен была ликвидирована. Территория Княжества была разделена на таможенные округа — репартиции, в состав которых входили мытни (коморы), прикоморки, оберстражи и стражи. Среди комор не было предыдущего раздела на центральные (головные) мытни и меньшие, находившиеся в подчинении центральных комор, все коморы имели одинаковый статус и исполняли одинаковые задачи. 1765 году в ВКЛ было три мытные репартиции: Литовская (гродненская цельная камора), Русская (брестская, брестская сплавная на Буге, пинская, слонимская, минская) и Белорусская (могилёвская, витебская, витебская сплавная на Двине, глусская, полоцкая). Таможенная граница между Короной и ВКЛ в это время была упразднена. Добавилась новая репартиция —Жмудская. Во главе репартаций стояли контрарегистранты, цельных комор, до 1779 года, — суперинтенданты. В 1766 году число репартиции достигло пяти: Литовская (Гродненская цельная камора, Виленская, Минская, Вержболовская, Юрборгская), Жмудская (Полангенская, Жагорская, Биржайская), Инфлянтская (Крижборская, Полоцкая, Витебская), Белорусская (Мстиславская, Могилёвская, Глусская), Русская (Брестская, Пинская, Слонимская), было также 4 сплавные цельни: Витебская на Двине, Динабургская на Двине, Юрбургская на Немане и Брестская на Буге.
После отмены генеральной пошлины в 1766 году, ряд внутренних комор был упразднен, и в 1771 году на территории ВКЛ осталось: 13 сухопутных комор, 4 сплавных коморы, 55 прикоморок и 38 стражей и оберстражей. Кроме того, в соответствии с постановлением Скарбовой комиссии от 11 января 1769 года было ликвидировано руководство Русской репартиции, поскольку в связи с отменой внутренних комор в составе этой репартиции остались только две сухопутные коморы — брестская и пинская.
В 1775 году восстановлена генеральная пошлина, создан Мытный департамент. В 1775 и 1776 годах доход от таможенных пошлин достиг 1,9 млн злотых при общем доходе казны 12,8 млн злотых. Однако давление Пруссии вынудило отказаться от генеральной пошлины уже в 1766 году. В 1775 году она была восстановлена и просуществовала до 1795 года. В 1775—1776 гг. таможни давали 15 % всех доходов казны.
Скарбовая комиссия ВКЛ в октябре 1791 года добровольно делегировала свои полномочия Скарбовой комиссии Речи Посполитой. Но та просуществовала всего год и была упразднена Тарговицкой конфедерацией с одновременным восстановлением отдельных скарбовых комиссий для Короны и ВКЛ. Но в 1794 году Скарбовая комиссия практически перестала работать, поскольку её члены присоединились к восстанию Костюшко. В октябре 1795 года произошёл Третий раздел Речи Посполитой, и теперь уже вся территория ВКЛ вошла в состав Российской империи, где функционировала своя оригинальная таможенная служба. Ликвидация государственности бывшего Великого княжества Литовского потребовала реорганизации таможенной системы вдоль западной границы Российской империи. По указу Сената от 14 (25) декабря 1795 года на новой границе Российской империи с Австрией и Пруссией были учреждены мытная стража, мытни и заставы. На западной границе было создано семь таможенных постов: в Палангене, Юрбурге, в Пунях, на правом берегу Немана в Гродно, у истоков реки Свислочь у стыка границ бывших Брестского и Новогрудского воеводства, в Крынках и напротив Влодавы на правом берегу Западного Буга (ныне Томашовка). Согласно «Положению об установлении пограничной таможенной цепи и стражи в Великом княжестве Литовском», граница от Волынской губернии до Палангена составляла 674 версты и делилась на 3 участка: 240 верст (от Волынской губернии до Гродно), 266 верст (от Гродно до Юрбурга), 168 верст (от Юрбурга до Палангена). 674-вёрстную пограничную дистанцию охраняли: на каждой из 50-вёрстной дистанции по 13 человек, в том числе на каждое расстояние по таможенному стражнику и на каждые 10 верст по два таможенных обходчика (135 человек) и 27 человек для посылок и восполнения выбывших. В совокупности на ежегодное содержание таможенной цепочки и охраны на границе ВКЛ ушло 16 210 рублей. На содержание литовской пограничной таможни и охраны ежегодно тратилось 34 380 рублей из доходов Литовской губернии. В декабре 1798 года была открыта брестская мытня. В соответствии с указом Сената от 19 марта 1799 года гродненская таможня была закрыта и вновь открыта в марте 1800 года вместе с ковенской мытной таможней.